# Monodactylus falciformis
Monodactylus falciformis är en fiskart som beskrevs av Lacepède, 1801. Monodactylus falciformis ingår i släktet Monodactylus och familjen Monodactylidae. Inga underarter finns listade i Catalogue of Life.